# Álvaro López-García
Pour les articles homonymes, voir Álvaro, López et García.
Álvaro López García (né en 1941 et mort le 16 décembre 2019 à Valence) est un astronome espagnol qui a co-découvert 12 astéroïdes avec Henri Debehogne en 1992.
Ne pas le confondre avec un autre astronome espagnol : Ángel López Jiménez. La confusion est facile, car tous deux sont désignés par « A. Lopez » sur le site du Centre des planètes mineures.
L'astéroïde (4657) Lopez a été nommé en son honneur,.

## Astéroïdes découverts
| (5755) 1992 OP7  | 20 juillet 1992 |
| (7880) 1992 OM7  | 19 juillet 1992 |
| (8376) 1992 OZ9  | 30 juillet 1992 |
| (9195) 1992 OF9  | 26 juillet 1992 |
| (10800) 1992 OM8 | 22 juillet 1992 |
| (11297) 1992 PP6 | 5 août 1992     |
| (11538) Brunico  | 22 juillet 1992 |
| (13556) 1992 OY7 | 21 juillet 1992 |
| (13558) 1992 PR6 | 5 août 1992     |
| (13981) 1992 OT9 | 28 juillet 1992 |
| (17510) 1992 PD6 | 1er août 1992   |
| (39559) 1992 OL8 | 22 juillet 1992 |